# Долфін-енд-Юніон
Долфін-енд-Юніон (англ. Dolphin and Union Strait) — протока, що відокремлює острів Вікторія Канадського Арктичного архіпелагу від материкової частини Північної Америки. Одна з проток Північно-Західного проходу.

## Географія
Розташована в північно-західній частині Канади. Південне узбережжя протоки повністю лежить на території Нунавуту, а північне (острів Вікторія) — у Нунавуті та Північно-Західних територіях. Протока з'єднує затоку Коронейшен, розташовану на сході, із затокою Амундсена на заході. Найбільша ширина протоки становить 90 км. У східній частині протоки є декілька низьких островів і безліч рифів, лоції рекомендують долати цю ділянку вдень і за доброї видимості. Протоку відкрив 1826 році Джон Річардсон і назвав «на честь наших відмінних маленьких шлюпок Долфін і Юніон».
Лежить у полярній області і більшу частину року покрита льодами, звільняється з льоду в липні, а до середини жовтня знову замерзає. Найбільша глибина — 195 м.